# Renato Ponzini
Renato Ponzini (Compiano, 13 settembre 1932 – Borgo Val di Taro, ottobre 2014) è stato un ciclista su strada italiano, professionista dal 1954 al 1959. Cresciuto nell'Aurora Chiavari, prese il via a 3 edizioni del Giro d'Italia, dove andò vicino alla vittoria di tappa, piazzandosi per 2 volte terzo in rispettive frazioni, oltre a numerose classiche del panorama italiano; in carriera vinse la Coppa Bernocchi nel 1955, una tappa alla Parigi-Nizza e 2 frazioni alla Eibarko Bizikleta.

## Palmarès
- 1952 (dilettanti)

Coppa Primavera rapallese
Classifica generale Giro di Puglia e Lucania
- 1953 (dilettanti)

Coppa Collecchio
Milano-Rapallo
- 1955 (Arbos, una vittoria)

Coppa Bernocchi
- 1956 (Arbos, una vittoria)

6ª tappa Parigi-Nizza (Manosque > Nizza)
- 1957 (Arbos, due vittorie)

3ª tappa, 1ª semitappa Eibarko Bizikleta (Eibar, cronometro)
4ª tappa Eibarko Bizikleta (Eibar > Eibar)

## Piazzamenti

### Grandi Giri
- Giro d'Italia

1954: 54º
1956: ritirato
1958: 71º
- Vuelta a España

1958: ?

### Classiche monumento
- Milano-Sanremo

1954: 92º
1956: 22º
1958: 109º
- Parigi-Roubaix

1954: 59º
- Giro di Lombardia

1955: 11º
1957: 109º

### Competizioni mondiali
- Campionati del mondo

Lugano 1953 - In linea Dilettanti: 11º